# Uli Bauer

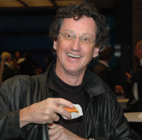
Uli Bauer (2004)

Uli Bauer (* 1957) ist ein deutscher Schauspieler, Musiker, Sänger und Kabarettist.

## Leben
Nach seiner Schulzeit ging Bauer auf die Jazzschule in München und schlug danach die Bühnenlaufbahn mit dem Revuekabarett Blackout ein. Bauer war als Kabarettist unter anderem für die Münchner Lach- und Schießgesellschaft tätig.
Bekannt wurde Bauer als Co-Autor auf dem Nockherberg und als Darsteller des Münchner SPD-Oberbürgermeisters Christian Ude, dessen Rolle er von 1994 bis 2009 spielte. 2009 erklärte Bauer seinen Rückzug vom Nockherberg.
2013 jedoch kehrte er wieder auf den Nockherberg als Darsteller für Christian Ude zurück und verkörperte den scheidenden Münchner Oberbürgermeister bis zum finalen Abschied 2014.
Auch außerhalb des Nockherbergs tritt Uli Bauer seit 1999 als Ude-Double auf, wie zum Beispiel im Kabarettprogramm „Der Doppelte Ude“, in dem er gemeinsam mit dem Münchner Oberbürgermeister Christian Ude auf der Bühne zu sehen ist. Auch nach Ende von dessen Amtszeit treten beide weiterhin gemeinsam als „doppelter Ude“ auf.
2015 wurde Bauer festes Mitglied in der Sketch-Show Die Komiker im Bayerischen Fernsehen, die aber wegen Einsparungen im BR abgesetzt wurde.
Seitdem wirkt er in regionalen Bühnenproduktionen wie Zirkus Furioso (ein Musical des Komponisten Peter Schindler unter der Leitung von Rainer Schütz) und seit 2018 im Himmegugga von Elfriede Ringsgwandl mit.
2022 spielte er in der Filmkomödie Wer gräbt den Bestatter ein? (Regie: Andreas Schmidbauer, Tanja Schmidbauer) die Titelrolle.
Außerdem ist er Vater einer Tochter namens Hannah, die neben ihm auch in dem oben genannten Musical auf der Bühne stand.

## Auszeichnungen

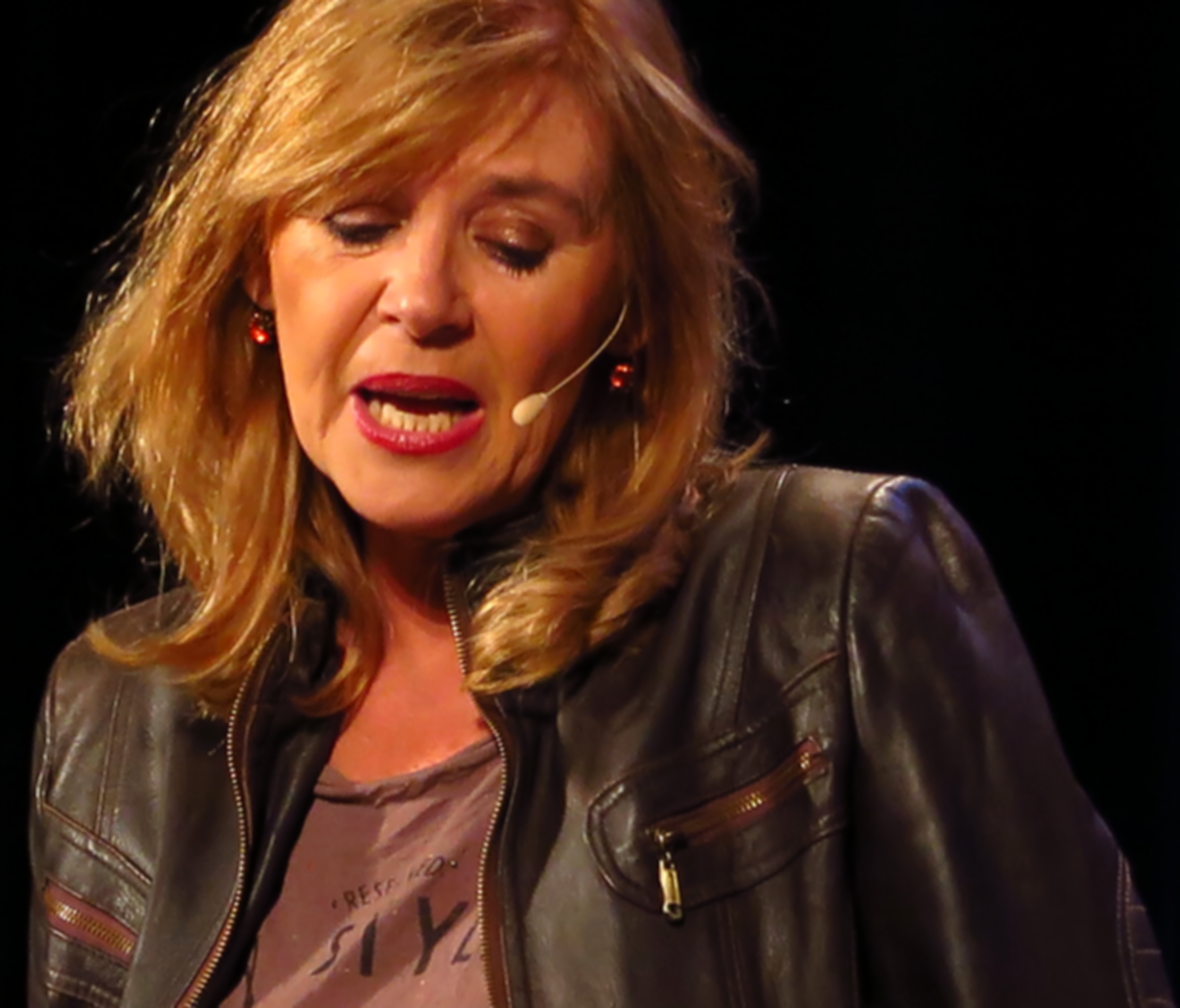
Angelika Beier

- 2001: Kabarettpreis der Landeshauptstadt München im Trio „Bauer – Beier – Zauner“ (zusammen mit Angelika Beier und Walter Zauner)